# 米忠义
米忠义（1967年8月—），辽宁沈阳人，回族，中国共产党党员。中华人民共和国政治人物、第十三届全国人民代表大会辽宁地区代表。

## 生平
2018年2月24日，当选为第十三届全国人大代表。